# Dasypoda cockerelli
Dasypoda cockerelli är en biart som beskrevs av Keizo Yasumatsu 1935. Dasypoda cockerelli ingår i släktet byxbin, och familjen sommarbin. Inga underarter finns listade i Catalogue of Life.